# Institut national de l'image et du son
 (juin 2023).
Si vous disposez d'ouvrages ou d'articles de référence ou si vous connaissez des sites web de qualité traitant du thème abordé ici, merci de compléter l'article en donnant les références utiles à sa vérifiabilité et en les liant à la section « Notes et références ».
L'Institut national de l'image et du son (Inis) est un centre de formation professionnelle en cinéma, télévision et documentaire né à l'initiative du milieu de l'audiovisuel québécois. Organisme privé sans but lucratif, il est en activité depuis janvier 1996. 

## Description
L'inis a pour mission de mettre à la disposition des milieux du cinéma et de la télévision un lieu de formation permettant le renouvellement et le perfectionnement des compétences. Il favorise l’intégration des créateurs de talent et soutient leur cheminement professionnel en contribuant au développement de leurs aptitudes, habiletés et savoir-faire. Pour y arriver, L'inis propose des programmes de formation dont la pédagogie est fondée sur la pratique, la compréhension des réalités professionnelles, le travail en équipe et le développement de la créativité.
Son siège social est situé au 301, boulevard De Maisonneuve Est, à Montréal. Il est voisin de la Cinémathèque québécoise.